# راسوی کیسه‌دار دم‌قلم‌مویی
 راسوی کیسه‌دار دم‌قلمویی (نام علمی: Phascogale tapoatafa) نام یک گونه از سرده راسوی کیسه‌دار است.